# Don't Don
Don't Don é o segundo álbum de estúdio da boy band sul-coreana Super Junior. Foi lançado em 20 de setembro de 2007, pela gravadora SM Entertainment. Duas novas versões do álbum foram lançadas, Versões B e C, em 5 de novembro e 9 de novembro de 2007, respectivamente; uma delas incluindo três canções inéditas e uma faixa remixada; a outra, incluindo uma faixa remixada e um DVD.
O álbum é o primeiro com a participação de todos os treze integrantes, e o segundo trabalho lançado pelo grupo desde a adição de Kyuhyun, em 2006. Ligeiramente diferente de SuperJunior05 (Twins), primeiro álbum de estúdio da boy band, Don't Don é mais focado em diferentes tipos de melodias, principalmente o rock alternativo, R&B contemporâneo e o dance-pop.
Em sua semana de lançamento, foram vendidas 60.000 cópias, e mais 164.058 unidades foram vendidas até o final de dezembro de 2007, de acordo com o extinto MIAK K-pop Albums Chart. Ainda segundo a tabela musical, Don't Don é listado como o segundo álbum de estúdio mais vendido do ano de 2007 em seu país, atrás apenas de The Sentimental Chord, do trio SG Wannabe.

## Lista de faixas
| Versão A       |                                             |                                    |                                               |                                            |         |  |
| N.º            | Título                                      | Letras                             | Música                                        | Arranjo                                    | Duração |  |
| 1.             | "돈 돈!" (Don't Don)                        | Yoo Young-jin                      | Yoo Young-jin                                 | Yoo Young-jin                              | 4:11    |  |
| 2.             | "소원이 있나요" (Sapphire Blue)             | Tae-hun                            | Michael Scott Hartung, Thomas Chales La Verdi | Ahn Ik-soo                                 | 3:24    |  |
| 3.             | "You're My Endless Love" (말하자면)         | Kwon Yun-jung, Kim Young-hu        | Kim Young-hu                                  | Kim Young-hu                               | 4:32    |  |
| 4.             | "미워" (Hate U, Love U)                     | Kim Jung-bae                       | Kenzie                                        | Kenzie                                     | 3:47    |  |
| 5.             | "Disco Drive"                               | Yoon Jong-shin                     | Yoon Jong-shin, Lee Keun-ho                   | Lee Jun-ho                                 | 4:07    |  |
| 6.             | "Marry U"                                   | Kwon Yun-jung                      | Lee Jae-myeong                                | Lee Jae-myeong                             | 3:18    |  |
| 7.             | "I Am"                                      | Leeteuk, Sungmin, Eunhyuk, Donghae | Greg Lynch                                    | Kenzie                                     | 3:31    |  |
| 8.             | "사랑이 떠나다" (She's Gone)                | Kwon Yun-jung                      | Hwang Sung-jae                                | Hwang Sung-jae                             | 4:38    |  |
| 9.             | "Missin' U"                                 | Shiro                              | Ken Ingwersen                                 | Hwang Sung-jae, Lee Joo-hyung, Yoo Ji-sang | 3:43    |  |
| 10.            | "거울" (Mirror)                             | Cho Jun-young                      | Cho Jun-young                                 | Cho Jun-young                              | 4:01    |  |
| 11.            | "우리들의 사랑" (Our Love)                  | Yoo Jae-ha                         | Yoo Jae-ha                                    | Kenzie                                     | 3:48    |  |
| 12.            | "Midnight Fantasy"                          | Park Chang-hyun                    | Park Chang-hyun                               | Park Chang-hyun                            | 4:01    |  |
| 13.            | "Thank You"                                 | Sung Nak-ho                        | Kim Jo-han                                    | Kim Min-su                                 | 3:35    |  |
| 14.            | "아주 먼 옛날" (Song For You) (Faixa Bônus) | Chun Tae-hyuk                      | Chun Tae-hyuk                                 | Kim Young-hu                               | 3:40    |  |
| Duração total: | Duração total:                              | Duração total:                     | Duração total:                                | Duração total:                             | 54:22   |  |

| Versões B e C (CD) |                                             |                                    |                                               |                                            |         |  |
| N.º                | Título                                      | Letras                             | Música                                        | Arranjo                                    | Duração |  |
| 1.                 | "돈 돈!" (Don't Don)                        | Yoo Young-jin                      | Yoo Young-jin                                 | Yoo Young-jin                              | 4:11    |  |
| 2.                 | "소원이 있나요" (Sapphire Blue)             | Tae-hun                            | Michael Scott Hartung, Thomas Chales La Verdi | Ahn Ik-soo                                 | 3:24    |  |
| 3.                 | "You're My Endless Love" (말하자면)         | Kwon Yun-jung, Kim Young-hu        | Kim Young-hu                                  | Kim Young-hu                               | 4:32    |  |
| 4.                 | "Marry U" (New Ver.)                        | Kwon Yun-jung                      | Lee Jae-myeong                                |                                            | 3:17    |  |
| 5.                 | "갈증" (A Man In Love)                      | Yoo Young-jin                      | Yoo Young-jin                                 | Yoo Young-jin                              | 3:18    |  |
| 6.                 | "Disco Drive"                               | Yoon Jong-shin                     | Yoon Jong-shin, Lee Keun-ho                   | Lee Jun-ho                                 | 4:07    |  |
| 7.                 | "미워" (Hate U, Love U)                     | Kim Jung-bae                       | Kenzie                                        | Kenzie                                     | 3:47    |  |
| 8.                 | "I Am"                                      | Leeteuk, Sungmin, Eunhyuk, Donghae | Greg Lynch                                    | Kenzie                                     | 3:30    |  |
| 9.                 | "사랑이 떠나다" (She's Gone)                | Kwon Yun-jung                      | Hwang Sung-jae                                | Hwang Sung-jae                             | 4:38    |  |
| 10.                | "마지막 승부" (The Girl Is Mine)            | Kim Jung-bae                       | Kenzie                                        | Kenzie                                     | 4:01    |  |
| 11.                | "거울" (Mirror)                             | Cho Jun-young                      | Cho Jun-young                                 | Cho Jun-young                              | 4:01    |  |
| 12.                | "우리들의 사랑" (Our Love)                  | Yoo Jae-ha                         | Yoo Jae-ha                                    | Kenzie                                     | 3:48    |  |
| 13.                | "Missin' U"                                 | Shiro                              | Ken Ingwersen                                 | Hwang Sung-jae, Lee Joo-hyung, Yoo Ji-sang | 3:43    |  |
| 14.                | "Midnight Fantasy"                          | Park Chang-hyun                    | Park Chang-hyun                               | Park Chang-hyun                            | 4:00    |  |
| 15.                | "Thank You"                                 | Sung Nak-ho                        | Kim Jo-han                                    | Kim Min-su                                 | 3:35    |  |
| 16.                | "갈증" (A Man In Love) (Remix Ver.)         | Yoo Young-jin                      | Yoo Young-jin                                 | Yoo Young-jin                              | 3:18    |  |
| 17.                | "아주 먼 옛날" (Song For You) (Faixa Bônus) | Chun Tae-hyuk                      | Chun Tae-hyuk                                 | Kim Young-hu                               | 3:40    |  |
| Duração total:     | Duração total:                              | Duração total:                     | Duração total:                                | Duração total:                             | 65:47   |  |

| Versão C (DVD) |                                            |         |  |
| N.º            | Título                                     | Duração |  |
| 1.             | "Marry U" (sessão de fotos)                |         |  |
| 2.             | "Prologue"                                 |         |  |
| 3.             | "Relay Talk"                               |         |  |
| 4.             | "Member Personal Story! "Talk to Myself!"" |         |  |
| 5.             | "Epilogue"                                 |         |  |
| 6.             | "돈 돈!" (Don't Don) (making-of)           |         |  |
| 7.             | "돈 돈!" (Don't Don) (videoclipe)          |         |  |
| 8.             | "Marry U" (making-of)                      |         |  |

## Desempenho nas tabelas musicais
| País          | Parada                    | Melhor posição |
| ------------- | ------------------------- | -------------- |
| Coreia do Sul | MIAK Weekly Album Chart   | 1              |
| Coreia do Sul | MIAK Monthly Album Chart  | 1              |
| Coreia do Sul | MIAK Yearly Album Chart   | 2              |
| Taiwan        | G-Music J-pop/K-pop Chart | 1              |
| Taiwan        | G-Music Combo Chart       | 3              |
| Japão         | Oricon Chart              | 15             |

## Vendas
| Ranking    | Álbum     | Vendas    |
| ---------- | --------- | --------- |
| MIAK Chart | Don't Don | + 210,000 |

## Histórico de lançamento
| Versão          | País          | Data                    | Formato          | Distribuidora     |
| --------------- | ------------- | ----------------------- | ---------------- | ----------------- |
| A               | Coreia do Sul | 20 de setembro de 2007  | CD, cassete      | SM Entertainment  |
| A               | Tailândia     | outubro de 2007         | CD               | GMM Grammy        |
| A               | Taiwan        | 19 de outubro de 2007   | CD               | Avex Taiwan       |
| A               | Hong Kong     | 25 de outubro de 2007   | CD               | Avex Asia         |
| A               | China         | março de 2008           | CD               | Sky Music         |
| A               | Japão         | maio de 2008            | CD               | Rhythm Zone       |
| B               | Coreia do Sul | 5 de novembro de 2007   | CD               | SM Entertainment  |
| B               | Taiwan        | 7 de dezembro de 2008   | CD               | Avex Taiwan       |
| C               | Coreia do Sul | 9 de novembro de 2007   | CD+DVD           | SM Entertainment  |
| C               | Taiwan        | 7 de dezembro de 2007   | CD+DVD           | Avex Taiwan       |
| C               | Filipinas     | 14 de maio de 2010      | CD+DVD           | Universal Records |
| 4               | Coreia do Sul | 27 de novembro de 2007  | Download digital | SM Entertainment  |
| Edição japonesa | Japão         | 25 de fevereiro de 2009 | CD+DVD           | Rhythm Zone       |